# Hatîlova Huta, Cernihiv
Hatîlova Huta (în ucraineană Хатилова Гута) este un sat în comuna Borovîkî din raionul Cernihiv, regiunea Cernihiv, Ucraina.

## Demografie
Componența lingvistică a localității Hatîlova Huta
     Ucraineană (100%)
Conform recensământului din 2001, toată populația localității Hatîlova Huta era vorbitoare de ucraineană (100%).